# Liobracon partitus
Liobracon partitus är en stekelart som beskrevs av Günther Enderlein 1912. Liobracon partitus ingår i släktet Liobracon och familjen bracksteklar.

## Underarter
Arten delas in i följande underarter:
- L. p. substriatus
- L. p. pleuralis
- L. p. flavistigma